# Osprey!
Osprey! è un videogioco educativo di tipo gestionale pubblicato nel 1984 per Acorn Electron, Amstrad CPC, BBC Micro e Commodore 64 dall'editrice britannica Bourne Educational Software in collaborazione con la Royal Society for the Protection of Birds. Nel gioco si gestisce la guardia forestale in Scozia impegnata nella protezione del falco pescatore (osprey in inglese), una specie che in Gran Bretagna è stata realmente oggetto di particolare tutela contro l'estinzione. Era allegato un libretto informativo sui falchi pescatori e suggerimenti per attività ornitologiche.
La programmazione su Commodore 64 è di Graham Blighe, successivamente programmatore delle sequenze d'azione di Emlyn Hughes International Soccer. Era prevista anche una versione per ZX Spectrum, non pubblicata.

## Modalità di gioco
Il giocatore ha a disposizione un certo numero di guardie forestali e deve decidere come distribuirle tra i vari compiti per proteggere i falchi dai pericoli. Si può scegliere di cominciare dall'anno 1965 in poi e le decisioni vanno prese due volte all'anno, a primavera e in estate, fino al 1980 o all'eventuale sconfitta per estinzione dei falchi dal territorio. Il numero totale di guardie è variabile e vanno allocate tra badare al sito principale, prevenire i furti di uova e istruire la gente sui falchi.
A ogni turno vengono poi mostrate animazioni con un paesaggio fisso di un lago, falchi che volano, fanno versi e pescano, ladri di uova che di notte tentano di arrampicarsi su un albero, automobili di turisti che passano, sostano e suonano il clacson, e le guardie forestali mostrate come omini stilizzati che fermano i disturbatori, con più o meno successo calcolato dal computer. Alla fine di ogni turno si ottiene un resoconto scritto degli eventi e del numero di falchi presenti, e dopo la partita si può confrontare l'andamento della popolazione in tutti gli anni con quello realmente ottenuto dalla RSPB.
In pratica la parte attiva del giocatore consiste soltanto nel decidere tre numeri a ogni turno, e sebbene alcune riviste britanniche apprezzarono Osprey!, soprattutto per il lato educativo, Your 64 10 gli assegnò un giudizio molto negativo proprio per le possibilità estremamente limitate date al giocatore.